# Al-Eiss
Al-Eiss hoặc Al-Iss (tiếng Ả Rập: العيس) là một thị trấn của Syria nằm ở quận Mount Simeon, Aleppo. Theo Cục Thống kê Trung ương Syria (CBS), Al-Eiss có dân số 4.801 người trong cuộc điều tra dân số năm 2004.